# Пірае (футбольний клуб)
Спортивна асоціація «Пірае» (фр. Association sportive Pirae) — таїтський футбольний клуб з однойменного міста, заснований у 1929 році. Виступає у Чемпіонаті Таїті. Домашні матчі приймає на стадіоні «Стад Пате Те Гоно Нуй», місткістю 11 700 глядачів.

## Досягнення

### Національні
- Чемпіонат Таїті
  - Чемпіон: 1989, 1991, 1993, 1994, 2001, 2003, 2006, 2014, 2020, 2021, 2022, 2024
- Кубок Таїті
  - Володар: 1996

### Міжнародні
- Ліга чемпіонів ОФК
  - Фіналіст: 2006.